# Tanvald
Tanvald (en allemand : Tannwald, littéralement « forêt de sapins ») est une ville du district de Jablonec nad Nisou, dans la région de Liberec, en Tchéquie. Sa population s'élevait à 5 970 habitants en 2025.

## Géographie
Tanvald est arrosée par la Kamenice, un affluent de l'Elbe, et se trouve à 10 km à l'est-nord-est de Jablonec nad Nisou, à 19 km à l'est-nord-est de Liberec et à 97 km au nord-est de Prague.
La commune est limitée par Albrechtice v Jizerských horách au nord, par Desná au nord-est, par Kořenov à l'est, par Velké Hamry au sud et par Smržovka et Jiřetín pod Bukovou à l'ouest.

## Histoire
La première mention écrite de la localité date de 1586.

## Administration
La commune se compose de deux sections :
- Šumburk nad Desnou
- Tanvald (comprend le hameau de Žďár)

## Galerie

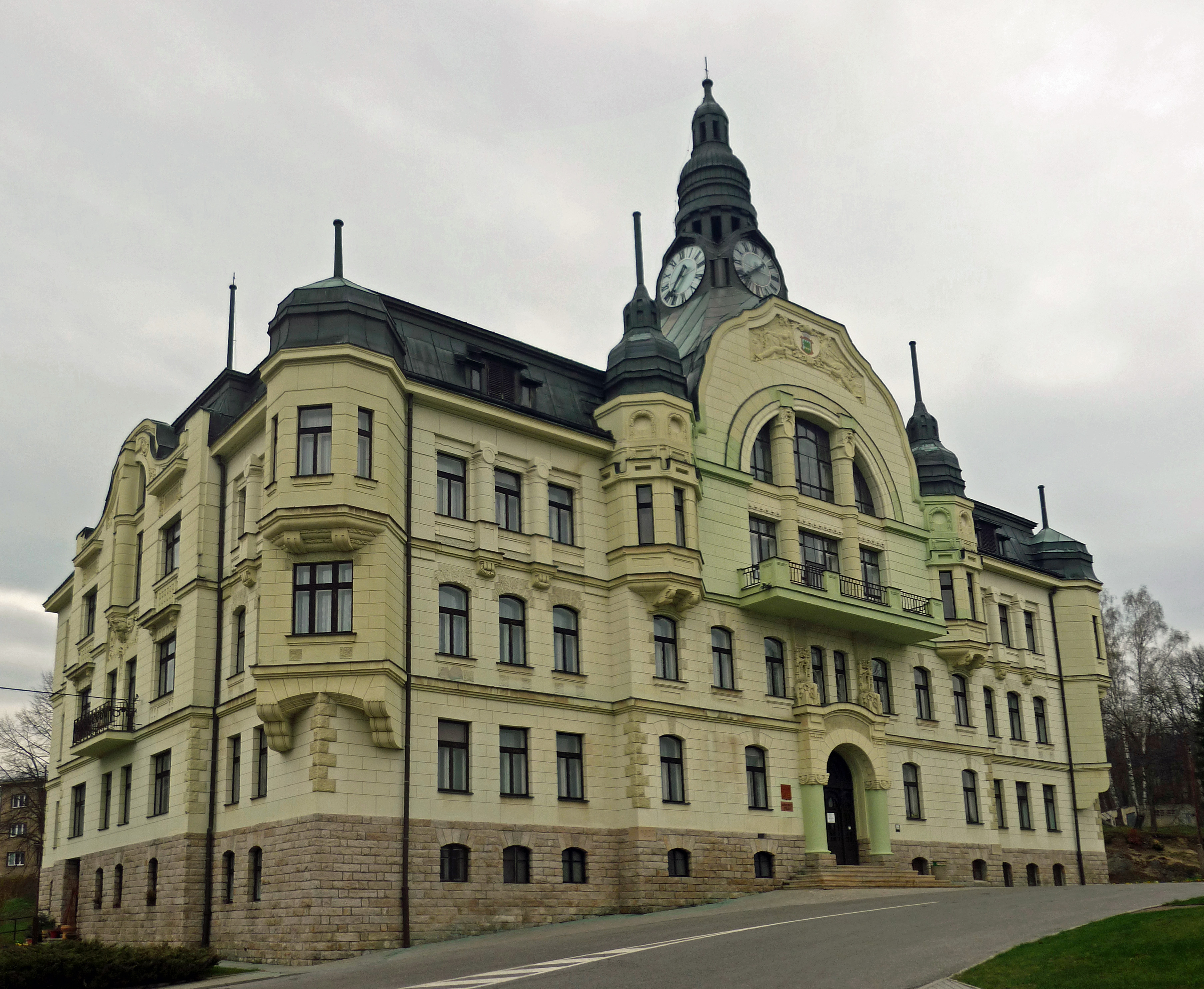
Hôtel de ville.
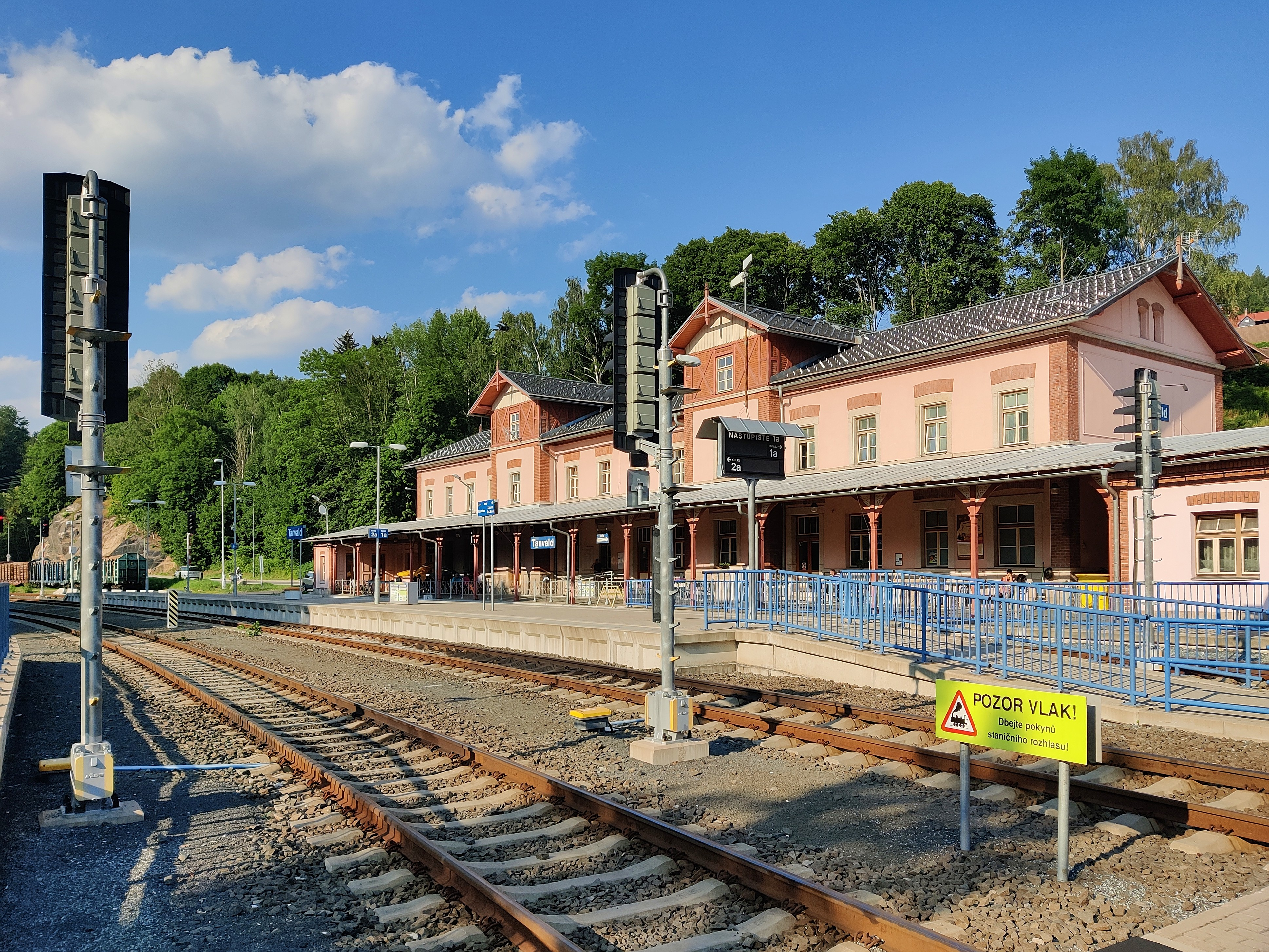
Gare ferroviaire.

## Transports
Par la route, Tanvald se trouve à 12 km de Jablonec nad Nisou, à 20 km de Semily, à 22 km de Liberec et à 119 km de Prague.

## Jumelages
- Burbach (Allemagne)
- Wittichenau (Allemagne)
- Marcinowice (Pologne)